# Episodi di Mimì e la nazionale di pallavolo
La serie animata di Mimì e la nazionale di pallavolo si compone di 104 episodi trasmessi in Giappone tra il 1969 e il 1971.
In Italia i primi 26 episodi sono stati trasmessi dalle TV locali nel 1981 con il titolo Quella magnifica dozzina, e i restanti da Italia 1 nel 1983 con il titolo più conosciuto sopracitato. Nel 1995 Mediaset ha ritrasmesso l'intera serie su Canale 5 ridoppiandola completamente per dare continuità alla narrazione.
Di seguito sono riportati dall'episodio 27 in poi: a sinistra i titoli italiani degli episodi dell'edizione Fininvest del 1983 e a destra quelli della riedizione Mediaset del 1995. Dati i diversi cambi di nome dei personaggi nelle tre edizioni, per praticitià i nomi utilizzati nelle sinossi sono quelli della riedizione del 1995.
| Nº  | Titolo italiano (ed. Fininvest 1983 / ed. Mediaset 1995) Giapponese 「Kanji」 - Rōmaji | In onda           | In onda          |
| Nº  | Titolo italiano (ed. Fininvest 1983 / ed. Mediaset 1995) Giapponese 「Kanji」 - Rōmaji | Giapponese        | Italiano         |
| 1   | Pallavolo, che passione! 「富士見学園の新星」 - fujimi gakuen no shinsei | 7 dicembre 1969   | 17 novembre 1981 |
| 1   | La giovane Mimì Ayuhara si trasferisce da Tokyo al liceo Fujimi; ha raggiunto quella località di mare nel tentativo di curarsi un principio di tubercolosi. Fa subito amicizia con alcune compagne di classe, il cosiddetto "gruppo delle svogliate" - le quali preferiscono ballare e cantare invece di studiare - e poi con Sutomo, il presidente del consiglio studentesco. Mimì rifiuta l'invito di entrare a far parte della squadra di pallavolo della scuola; ciò fa sì che le componenti della stessa propongano una sfida ufficiosa alle "svogliate": sorprendentemente Mimì accetta, ponendosi l'obiettivo di costruire una squadra competitiva in appena un mese di tempo. |                   |                  |
| 2   | Una ragazza in gamba 「明日に賭ける」 - ashita ni kake ru | 14 dicembre 1969  | 18 novembre 1981 |
| 2   | Gli allenamenti per la partita di fine mese procedono dapprima con difficoltà - immediatamente due ragazze si ritirano - e poi, grazie anche al crescente carisma di Mimì e nonostante la grande fatica, con molto impegno. Ma c'è un pensiero che tormenta la ragazza: a causa delle precarie condizioni di salute che l'hanno costretta a lasciare la capitale per cercare di curare i suoi polmoni malati, potrebbe alla fine non esser neppure in grado di disputare la partita. |                   |                  |
| 3   | La ragazza misteriosa 「新キャプテン誕生」 - shin kyaputen tanjō | 21 dicembre 1969  | 19 novembre 1981 |
| 3   | Il medico risolleva il morale di Mimì: è completamente guarita e potrà così tranquillamente continuare a giocare a pallavolo. Il giorno della partita arriva: le "svogliate" appaiono nervose e intimorite e cominciano con l'incassare otto punti di fila dalle avversarie. Ma ancora una volta la personalità di Mimì permette alle ragazze di rimontare il passivo e vincere infine l'incontro per 16 a 14. Il gruppo di Mimì viene dunque invitato ad unirsi alla selezione scolastica e lei stessa viene eletta capitano della nuova squadra del liceo; ma appare subito una nuova giocatrice. |                   |                  |
| 4   | Lotta fra due dive 「切り裂かれたボール」 - kiri saka reta boru | 28 dicembre 1969  | 20 novembre 1981 |
| 4   | Midori, una brava giocatrice di pallavolo - oltre che figlia di un importante industriale della città - entra a far parte della squadra appena fatta rinascere da Mimì e che s'appresta ad affrontare la sua prima partita ufficiale. La ragazza fa di tutto per mettersi sempre più in evidenza e riesce velocemente a delegittimare Mimì agli occhi delle compagne, guadagnandosi presto l'appoggio delle stesse che finiscono con l'eleggerla nuovo capitano. |                   |                  |
| 5   | Il nuovo allenatore 「鬼コーチへの挑戦」 - oni kochi heno chōsen | 4 gennaio 1970    | 21 novembre 1981 |
| 5   | Il Fujimi viene nettamente battuto da un altro liceo a causa dei tanti errori commessi da una Midori molto innervosita e troppo egoisticamente presa dal suo spirito di protagonismo. Ma un nuovo allenatore, il professor Hongo, proverà a risolvere i contrasti tra Mimì e Midori e i problemi inerenti alla squadra. I troppo duri allenamenti a cui sottopone le ragazze creano malumori e scontento ed alcune se ne vanno, poi Hongo propone di giocare una partita contro il forte liceo Matsushima: se le giovani giocatrici saranno in grado di vincere la gara, lui promette di rassegnare le proprie dimissioni e non tormentarle più. |                   |                  |
| 6   | Pronte all'attacco 「進め！アタック・コンビ」 - susume ! atakku . konbi | 11 gennaio 1970   | 22 novembre 1981 |
| 6   | I durissimi allenamenti di Hongo sortiscono il loro effetto: le ragazze riescono a battere in rimonta le forti avversarie. Pur di vincere, Mimì e Midori hanno messo da parte i loro personali contrasti, avverando in tal modo il proposito dell'allenatore. Le sue annunciate dimissioni vengono pertanto respinte in blocco da tutte le componenti della squadra, ora di nuovo capitanata da Mimì. |                   |                  |
| 7   | Allenarsi in vacanza 「四天王との出会い」 - shitennō tono deai | 18 gennaio 1970   | 23 novembre 1981 |
| 7   | A causa delle crescenti difficoltà economiche del liceo Fujimi, viene autorizzata la fusione con un'altra scuola - il liceo Hamaki - la cui squadra di pallavolo (composta dai cosiddetti "quattro assi") non pare dimostrarsi né molto accogliente né tantomeno benevola con Mimì e compagne. Le due squadre si sfidano in una partita che vedrà vincenti le nuove arrivate, così Mimì e Midori decidono di trascorrere le vacanze estive ad allenarsi con la selezione universitaria, capitanata da Mary, per cercare di migliorare quanto più possibile le proprie prestazioni. |                   |                  |
| 8   | Il segreto della foglia cadente 「秘球・木の葉おとし」 - hi tama . konoha otoshi | 25 gennaio 1970   | 24 novembre 1981 |
| 8   | Il duro allenamento con le ragazze universitarie dà i frutti sperati. Mimì - dopo i duri allenamenti a cui è stata sottoposta senza tregua da Mary - riesce ad imparare la tecnica della "foglia cadente", il servizio che ha utilizzato il leader dei "quattro assi", Isabella, per battere il Fujimi. Terminate le vacanze estive, Mimì e Midori tornano a scuola e sono contente di apprendere che Hongo nel frattempo è stato ufficialmente nominato allenatore della nuova squadra. |                   |                  |
| 9   | La fuga del campione 「破られた退部届」 - yabura reta taibu todoke | 1º febbraio 1970  | 25 novembre 1981 |
| 9   | Alla ripresa dell'anno scolastico i "quattro assi" e le ragazze del Fujimi si sfidano nuovamente, stavolta con la netta vittoria di Mimì e compagne grazie anche al servizio a "foglia cadente" appena appreso. Tre componenti dei "quattro assi" intendono ritirarsi, ma Mimì le convince dopo molte insistenze ad unirsi al Fujimi per formare una squadra più forte. Il loro capitano Isabella invece, scorata dalla sconfitta e da un grave infortunio al polso, sembra nascondere un segreto; rifiuta la fusione e si ritira dalla pallavolo per iscriversi ad atletica leggera. |                   |                  |
| 10  | Tè e antipatia 「忍び寄る陰謀」 - shinobi yoru inbō | 8 febbraio 1970   | 26 novembre 1981 |
| 10  | Mimì va a trovare Isabella a casa sua per potersi sincerare sulle sue condizioni di salute ma viene a malo modo cacciata via. Prendono il via intanto le eliminatorie del campionato nazionale e, non senza difficoltà, il Fujimi vince la prima partita. Permangono forti i contrasti tra Isabella e le altre componenti del gruppo: la ragazza continua ostinatamente a tenere celate le ragioni del proprio astioso comportamento e del netto rifiuto di far parte della squadra. |                   |                  |
| 11  | Un terribile segreto 「涙に映える夕陽」 - namida ni hae ru yūhi | 15 febbraio 1970  | 27 novembre 1981 |
| 11  | Mimì scopre che Isabella ha incontrato in gran segreto alcuni tra i membri della squadra avversaria per spiegar loro le caratteristiche delle giocatrici del Fujimi e i punti deboli di ognuna; ma modificando le strategie di gioco, Mimì e compagne vincono agevolmente la seconda partita. Dopo essere stata smascherata Isabella si dimostra sempre più scortese, sia con la matrigna che con le ex compagne di squadra, ma la ragione del suo comportamento è presto svelata: l'infortunio al polso occorso durante la partita col Fujimi è molto serio, e la ragazza dovrà abbandonare la pallavolo per sempre. In riva al mare finalmente si riconcilia con la madre adottiva, sotto gli occhi soddisfatti di Mimì e Sutomo. |                   |                  |
| 12  | La grande vigilia 「不気味な強敵」 - bukimi na kyōteki | 22 febbraio 1970  | 28 novembre 1981 |
| 12  | In vista dell'imminente torneo nazionale, le ragazze vengono sottoposte a duri allenamenti da parte di Hongo. La squadra parte per Tokyo dove Mimì ritrova Maddalena, capitano della squadra del suo vecchio liceo (il Meiyo) e Caterina, capitano del temibile liceo Fukuoka. Proprio quest'ultima formazione, secondo le indicazioni che Isabella ha scritto alle ragazze in un'agenda (e prima che la stessa fosse volutamente distrutta da Hongo), sembra essere la favorita ad aggiudicarsi il titolo di campione. |                   |                  |
| 13  | La lezione di Caterina 「作戦なき作戦」 - sakusen naki sakusen | 1º marzo 1970     | 29 novembre 1981 |
| 13  | Il Fujimi vince agevolmente due partite e si prepara per affrontare la finale. Hongo impedisce alle ragazze di assistere alla semifinale tra il Meiyo e il Fukuoka, questo per evitare che, impressionate dalla forza della compagine di Caterina, possano perdere la fiducia in sé stesse: fa invece ascoltar loro con estrema attenzione la quinta sinfonia di Ludwig van Beethoven. Il Meiyo è stato schiacciato ed alcune delle sue giocatrici rimangono seriamente infortunate; il primo set della finale che vede affrontarsi Fujimi e Fukuoka è vinto da quest'ultimo per 15 a 6. |                   |                  |
| 14  | Un finale sorprendente 「捨て身の一球」 - sutemi no ikkyū | 8 marzo 1970      | 30 novembre 1981 |
| 14  | Con il punteggio di 15 a 11, il Fujimi si aggiudica il secondo set della finale; mentre il terzo e decisivo appare subito molto equilibrato, ma una schiacciata di Mimì (contro sole, pertanto Caterina rimane abbagliata e non riesce ad intercettarla) permette infine al Fujimi di battere il Fukuoka per 17 a 15 e vincere pertanto il torneo: sono diventate la migliore e più forte squadra femminile liceale di tutto il Giappone. |                   |                  |
| 15  | Dopo la vittoria 「勝利のあとに」 - shōri noatoni | 15 marzo 1970     | 1º dicembre 1981 |
| 15  | Dopo la vittoria al torneo nazionale, Mimì e le compagne diventano molto popolari al Fujimi e in tutta la città; vengono chiesti loro autografi, alcuni provano a corteggiarle e addirittura è indetto un festeggiamento in loro onore in municipio. Molte nuove ragazze fanno domanda d'ammessione nel gruppo, lo spazio quindi comincia a non esser più sufficiente per tutti: il problema della condivisione della palestra con gli atleti degli altri sport fa sorgere qualche malumore sia tra i giocatori di ping-pong che in alcune tra le allieve della ginnastica artistica. Infine Sutomo mantiene un atteggiamento molto freddo e distaccato. |                   |                  |
| 16  | Eroi e superuomini 「おごれる英雄」 - ogoreru eiyū | 22 marzo 1970     | 2 dicembre 1981  |
| 16  | Il preside accenna all'idea di costruire una nuova palestra appositamente per le ragazze della pallavolo; Sutomo e una sua collega criticano aspramente nel giornale scolastico la squadra, e Mimì in particolare, accusandola d'essersi montata la testa fino a credersi superiore a tutti gli altri fino a calpestarne i legittimi diritti. Proseguono intanto gli screzi tra le ragazze della pallavolo e gli atleti degli altri sport (il club di ping-pong è stato sciolto), e a sostener a spada tratta la causa di questi ultimi c'è proprio Sutomo, verso il quale Mimì sembra provare un debole: invece Mitamura, capitano della squadra di calcio, non esita a colpire più volte Sutomo a difesa di Mimì. Hongo organizza una partita amichevole contro la nazionale sovietica, la più forte del mondo, guidata dalla temibile Selenina.                                      |                   |                  |
| 17  | La sconfitta di Mimì 「勝利と敗北の間」 - shōri to haiboku no kan | 29 marzo 1970     | 3 dicembre 1981  |
| 17  | "Perché giocate a pallavolo?". La domanda che Hongo rivolge alle ragazze non trova risposta. Così, decide di non allenarle più e di seguire la partita con le sovietiche dalla tribuna. Il suo obiettivo, far perdere il Fujimi affinché le ragazze capiscano che per maturare ci vuole umiltà, va in porto: la squadra vince il primo set ma perde nettamente i due successivi. Dopo la sconfitta Mimì, demoralizzata per esser stata lasciata sola dall'allenatore, annuncia ad Hongo non solo di voler lasciare la squadra, ma addirittura di abbandonare la pallavolo. Anche l'avvio dei lavori per la costruzione di una nuova palestra tornano a farsi incerti. |                   |                  |
| 18  | Una ragione per vivere 「シェレーニナに誓う」 - shierenina ni chikau | 5 aprile 1970     | 4 dicembre 1981  |
| 18  | Guardare al futuro con entusiasmo e non puntare soltanto alla vittoria: è questo l'insegnamento che trae Mimì dalla storia di Bolkinskaja - presentatagli da Selenina dopo l'incontro con una squadra maschile - bravissima giocatrice sovietica pur essendo claudicante fin da bambina, oltre che dalla saggezza del papà il quale le racconta di come ha fatto da giovane ad imparare a memoria il dizionario di tedesco. La ritrovata e pura passione per lo sport, al di là del desiderio di vincere ad ogni costo, permette a Mimì di accantonare gli screzi con Sutomo e a convincere l'assemblea scolastica a sostenere il progetto per la costruzione di una nuova palestra: la proposta viene accettata con entusiasmo da tutti. |                   |                  |
| 19  | Un capitano di ferro 「よみがえったライバル」 - yomigaetta raibaru | 12 aprile 1970    | 5 dicembre 1981  |
| 19  | Caterina, capitano del Fukuoka, spedisce una lettera a Mimì nella quale annuncia l'intenzione di sfidare nuovamente il Fujimi. Mimì non pare esser molto entusiasta, ma non può in ogni caso esimersi dall'impegno di onorare la partita. Per questa ragione sottopone le compagne a durissimi allenamenti, al limite dello sfinimento, e si mostra contrariata quando le ragazze rifiutano un programma estivo di soli allenamenti in luogo di una più rilassante vacanza in campagna nella villa del padre di Midori: aumenta così lo scontento nei suoi confronti, fino a che l'insoddisfazione non esplode apertamente. |                   |                  |
| 20  | Le dimissioni del capitano Mimì 「許させざる特訓」 - yurusa sezaru tokkun | 19 aprile 1970    | 6 dicembre 1981  |
| 20  | Dopo aver dimostrato di meritare in pieno il ruolo da che le è stato affidato, Mimì pretende anche da tutte le altre altrettanto impegno, ed in particolare da Sabina la quale soprattutto nelle ultime partite delle eliminatorie nazionali ha commesso troppi banalissimi errori. Al termine di una intensa seduta di allenamento però Sabina sviene dalla fatica ed è costretta a letto. Midori e le altre accusano Mimì di avere esagerato ed anche il signor Hongo consiglia a Mimì di lasciare temporaneamente la carica di capitano. |                   |                  |
| 21  | Il dramma di Sabina 「キャプテンの座」 - kyaputen no za | 26 aprile 1970    | 7 dicembre 1981  |
| 21  | Mimì non ha coraggio di visitar Sabina in ospedale, ancora piena com'è di sensi di colpa; poi va a trovare Mary: questa sottopone quindi Mimì ad un allenamento massacrante in un campo situato nei pressi di una fabbrica e ciò per farle provare la stessa esperienza vissuta da Sabina; lei lo accetta senza fiatare, quasi volesse autopunirsi. Mimì infine comprende come la propria autorità di capitano non possa dipendere solamente da quanto è severa, ma soprattutto dalla capacità di capire le difficoltà delle compagne e di parlare apertamente con loro. |                   |                  |
| 22  | Il sapore della solitudine 「絶望の中のファイト」 - zetsubō no nakano faito | 3 maggio 1970     | 8 dicembre 1981  |
| 22  | Mimì va a trovare Sabina: la ragazza si è ristabilita ma, non potendo più giocare a causa di un problema al cuore, ha deciso che d'ora in avanti farà la vice allenatrice. Non sentendosi compresa dalla squadra, che pure sente chiaramente la sua mancanza, invitata da Nicole - l'allenatrice delle ginnaste - Mimì accetta la proposta di passare alla ginnastica artistica e lo annuncia alle oramai ex compagne: la pallavolo, comunque, continua ad occupare interamente tutti i suoi pensieri. |                   |                  |
| 23  | Una difficile ripresa 「秘られたもの」 - hi raretamono | 10 maggio 1970    | 9 dicembre 1981  |
| 23  | Nicole vuole far imparare a Mimì i salti mortali senza rincorsa e con ribattuta in soli tre giorni; in realtà Nicole è d'accordo col professor Hongo e l'obiettivo di quell'esercizio è l'acquisizione della ricezione con la capriola, un movimento acrobatico che può aiutare Mimì a fronteggiare il temibile attacco di Caterina. La ragazza viene a saperlo però solamente al termine del periodo di allenamento. Il Fujimi parte per Tokyo e il nuovo campionato nazionale vede subito distinguersi per capacità e bravura proprio il temuto Fukuoka. |                   |                  |
| 24  | Dramma nella tempesta 「嵐を呼ぶ空中回転」 - arashi wo yobu kūchū kaiten | 17 maggio 1970    | 10 dicembre 1981 |
| 24  | Mimì va a Tokyo accompagnata dai genitori per unirsi alla squadra nella finale, ma il suo treno viene fortemente rallentato a causa di un tifone abbattutosi improvvisamente sull'intera regione. La squadra del Fukuoka vince il primo set per 15 a 8 e anche il secondo sembra segnato, le schiacciate di Caterina risultano essere imprendibili ed il Fujimi si arrocca in difesa; ma Mimì arriva giusto in tempo per neutralizzare il match-point avversario e ridare fiducia alle compagne, portando la partita al terzo set, dopo aver rimontato alla grande ed aver vinto il secondo. |                   |                  |
| 25  | A un passo dalla vittoria 「勝利者は誰」 - shōrisha ha dare | 24 maggio 1970    | 11 dicembre 1981 |
| 25  | La situazione nel terzo set si ribalta nuovamente quando una potente schiacciata di Caterina provoca un infortunio alla caviglia destra di Mimì, che è costretta a mettersi una fasciatura elastica: il capitano del Fujimi stringe i denti e cerca di dare il suo contributo nonostante sia limitata nei movimenti, ma ciò purtroppo non basta, così il Fukuoka batte il Fujimi e vince il campionato nazionale. Dopo la partita sia le compagne che Caterina tributano a Mimì gli elogi che si merita per la bravura e il coraggio dimostrati in campo nonostante tutte le avversità. |                   |                  |
| 26  | Si parte per l'America! 「気になる忠告」 - kini naru chūkoku | 31 maggio 1970    | 12 dicembre 1981 |
| 26  | Concluso il campionato nazionale, le ragazze del Fujimi tornano alla loro vita quotidiana, soddisfatte nonostante la sconfitta in quanto hanno dato il massimo loro possibile. Sul treno che li riporta tutti quanti a casa Hongo e Mimì incontrano Diego Nacchi, un burbero ex compagno di scuola di Hongo il quale da giovane reagì al lutto per la morte del padre dedicandosi anima e corpo solo e totalmente alla pallavolo, con allenamenti massacranti che gli costarono anche un serio infortunio al braccio destro, che da allora è rimasto paralizzato: questi prima pare elogiar la ragazza, ma subito dopo la critica con asprezza. Ottime notizie per Mimì e Midori, selezionate tra le migliori 12 giocatrici del Paese per disputare i mondiali juniores che si svolgeranno di lì a tre mesi negli Stati Uniti.                                                          |                   |                  |
| 27  | Selezione in campo / Inizia l'avventura 「11人のライバル」 - 11 nin no raibaru | 7 giugno 1970     | 17 novembre 1983 |
| 27  | In vista dei mondiali juniores, Mimì e Midori si trasferiscono nel nord del Giappone per partecipare agli allenamenti con le compagne di Nazionale. Mimì è sorpresa nell'apprendere che l'allenatore della squadra nazionale è Diego Nacchi, il quale sottopone le atlete a durissimi allenamenti. Le ragazze dovranno impegnarsi a fondo per superare un'ulteriore selezione, in quanto soltanto 6 di loro disputeranno il campionato mondiale. |                   |                  |
| 28  | Amore fraterno / Voglia di vendetta 「光と影の執念」 - hikato kage no shūnen | 14 giugno 1970    | 18 novembre 1983 |
| 28  | Tra le atlete della Nazionale c'è Sonia, animata da sentimenti di odio per la pallavolo e di astio nei confronti di Mimì e del suo amore per questo sport. Sonia si allena duramente e ambisce a diventare capitano per vendicarsi della vita difficile che ha vissuto da bambina, essendo cresciuta in un orfanotrofio dopo la morte dei genitori e dello zio, e per riscattare il fratello, che ha abbandonò la pallavolo e la sorellina in seguito a un incidente durante una partita. |                   |                  |
| 29  | Allenamento all'ultimo respiro / Un allenamento sfibrante 「情無用の特訓」 - jō muyō no tokkun | 21 giugno 1970    | 21 novembre 1983 |
| 29  | Mentre Sonia si allena senza sosta, i duri metodi di Nacchi mettono in crisi alcune delle ragazze. Veronica, Irene e Giulia decidono di abbandonare la squadra, ma Giulia torna sui suoi passi e trova in Mimì un aiuto importante per superare i suoi limiti. |                   |                  |
| 30  | Scuola e sport / Il diavolo della pallavolo 「バレーの鬼」 - bare no oni | 28 giugno 1970    | 22 novembre 1983 |
| 30  | La cultura del lavoro e del sacrificio vale per la pallavolo e per lo studio. Le ragazze si allenano duramente anche di sera, e passano la notte a prepararsi per un compito in classe. |                   |                  |
| 31  | Il segreto della mano destra / Il segreto di Diego Nacchi 「右腕の秘密」 - migiude no himitsu | 5 luglio 1970     | 23 novembre 1983 |
| 31  | I metodi di lavoro di Nacchi diventano famosi a causa dell'attenzione dei giornalisti. Hongo decide dunque di raggiungere Nacchi per parlargli, e l'allenatore della juniores gli racconta la storia della sua vita: la morte del padre, i problemi economici, i duri allenamenti per diventare un giocatore professionista, il fallimento con la sua squadra, il serio infortunio al braccio, il trasferimento in Russia, l'abbandono della sorella minore, la rinuncia a ogni sentimento. Hongo apprezza la passione di Nacchi per la pallavolo e si rallegra dei miglioramenti delle ragazze. |                   |                  |
| 32  | Rivalità in campo / Questione di passione 「愛と憎しみのコート」 - ai to nikushimi no koto | 12 luglio 1970    | 24 novembre 1983 |
| 32  | Partita amichevole contro una squadra liceale. Sonia lancia un guanto di sfida a Mimì: una competizione personale con l'obiettivo di segnare più punti della rivale. Mimì accetta la sfida ma è in svantaggio contro Sonia, che guida la squadra alla vittoria del primo set. Nel secondo set le avversarie rimontano e Mimì decide di rinunciare alla sfida per mettersi al servizio della squadra e vincere il match. Diego Nacchi premia la ragazza: sarà lei il capitano della squadra ai mondiali americani. |                   |                  |
| 33  | Il silenzio è d'oro / Scoop insabbiato 「書かれざる特ダネ」 - kaka rezaru toku dane | 19 luglio 1970    | 25 novembre 1983 |
| 33  | Grazie alla perseveranza di un giornalista, il segreto di Diego Nacchi è finalmente svelato. Il suo vero nome è Italo, ed è il fratello di Sonia. |                   |                  |
| 34  | Una vigilia importante / Finalmente un sorriso 「待ち望まれた微笑」 - machi nozoma reta bishō | 26 luglio 1970    | 28 novembre 1983 |
| 34  | Mimì e le ragazze della nazionale sfidano una squadra maschile di un liceo. La partita è combattuta e le squadre si aggiudicano un set ciascuno. Mimì si dimostra una vera leader e Sonia sembra più rilassata. |                   |                  |
| 35  | Finalmente l'America / In volo verso il mondo 「世界へはばたけ」 - sekai hehabatake | 2 agosto 1970     | 29 novembre 1983 |
| 35  | I mondiali sono alle porte, per le ragazze è giunta l'ora di partire per New York. L'impatto col nuovo continente è una miscela di diverse sensazioni: curiosità, eccitazione, timore. |                   |                  |
| 36  | Prime vittorie / La furia nera 「黒いつむじ風」 - kuroi tsumuji kaze | 9 agosto 1970     | 30 novembre 1983 |
| 36  | L'esordio al mondiale è positivo. Le ragazze superano gli Stati Uniti e la Corea, migliorando sul piano della concentrazione e della sicurezza in sé stesse, e apprezzano il fair play delle americane e il patriottismo e la tenacia delle keniote. |                   |                  |
| 37  | Doppio passaggio / L'idea del doppio passaggio 「まぼろしの二段レシーブ」 - maboroshino nidan reshibu | 16 agosto 1970    | 1º dicembre 1983 |
| 37  | Provando a inseguire un ragazzino che ha rubato la palla porta-fortuna della nazionale, Mimì capita in un ghetto popolato da persone di colore che vivono in povertà, traendone importanti insegnamenti di vita e perfino il metodo per ricevere la schiacciata letale della Bolkinskaja. |                   |                  |
| 38  | L'allenamento segreto / Amicizia e strategia segreta 「友情の(秘)作戦」 - yūjō no ( hi ) sakusen | 23 agosto 1970    | 2 dicembre 1983  |
| 38  | Nella finale del torneo, il Giappone incontrerà la temibile Unione Sovietica. L'unico modo per sconfiggere le russe è provare e riprovare in allenamento la difesa a doppio passaggio ideata da Mimì. Risulterà fondamentale l'aiuto della nazionale americana e di Gai, il capitano della Corea. |                   |                  |
| 39  | La finale 「決勝！世界選手権」 - kesshō ! sekaisenshuken | 30 agosto 1970    | 5 dicembre 1983  |
| 39  | Il giorno della finale è arrivato. Le ragazze giapponesi e quelle sovietiche si affrontano in una partita combattuta e di alto livello tecnico. Mimì e le compagne diventano le prime atlete del mondo in grado di neutralizzare la schiacciata letale della Bolkinskaja. Nel terzo e ultimo set, il risultato è di 13 a 13. |                   |                  |
| 40  | Corsa per la vittoria / In corsa per la vittoria 「栄光へのラリー」 - eikō heno rari | 6 settembre 1970  | 6 dicembre 1983  |
| 40  | Malgrado l'impegno e la qualità delle giapponesi, la classe di Selenina è decisiva nel trascinare le sovietiche alla conquista del titolo mondiale. Diego Nacchi accetta la proposta di una squadra straniera. Per lui e per le ragazze della pallavolo, l'esperienza americana è stata ricca di insegnamenti. |                   |                  |
| 41  | Tempo d'esami / Doppia occupazione 「燃えあがるスカウト合戦」 - moe agaru sukauto kassen | 13 settembre 1970 | 7 dicembre 1983  |
| 41  | Terminati i mondiali juniores, Mimì e Midori vengono accolte in patria con tutti gli onori. Devono studiare duramente per prepararsi agli esami del ginnasio, ma non intendono trascurare la pallavolo, e pertanto si offrono di allenare le ragazze del primo anno. |                   |                  |
| 42  | Una scelta di vita / Grandi decisioni 「こずえの道．努の道」 - kozueno michi . tsutomu no michi | 20 settembre 1970 | 8 dicembre 1983  |
| 42  | Mimì accetta un'offerta di una società di pallavolo con l'obiettivo di destinare il suo ingaggio a Sutomo, costretto a rinunciare agli studi per lavorare nel negozio di famiglia. Sutomo lo scopre e convince Mimì a desistere dal suo proposito. |                   |                  |
| 43  | Sfida tra due capitani / Sfida aperta 「女王への挑戦」 - joō heno chōsen | 27 settembre 1970 | 9 dicembre 1983  |
| 43  | Primo giorno di liceo per Mimì e Midori. Il tentativo di entrare a far parte della squadra femminile di pallavolo si scontra con gli atti di mobbing delle nuove compagne. |                   |                  |
| 44  | Un gesto sleale / La macchina per le schiacciate 「強敵・スパイク・マシン」 - kyōteki . supaiku . mashin | 4 ottobre 1970    | 12 dicembre 1983 |
| 44  | Il gruppo delle atlete è spaccato in due fazioni. Il preside della scuola promette di sciogliere la squadra se non riesce a sconfiggere in amichevole la squadra di un altro liceo, il cui capitano si allena ricevendo palloni scagliati a 80 chilometri orari da una speciale macchina. |                   |                  |
| 45  | Un capitano contestato / Attacco a mitraglia 「マシンガン・アタック」 - mashingan . atakku | 11 ottobre 1970   | 13 dicembre 1983 |
| 45  | Grazie alla saggezza di Mimì i contrasti tra le atlete sono finalmente ricomposti. In questo modo possono perfezionare la tecnica dell'attacco a mitraglia in vista della sfida contro il liceo Misawa. |                   |                  |
| 46  | La partita della salvezza / La sfida a duello 「恐怖への招待状」 - kyōfu heno shōtaijō | 18 ottobre 1970   | 14 dicembre 1983 |
| 46  | Il Fujimi sconfigge il Misawa: la squadra liceale di pallavolo è salva. Karin, capitano del Misawa, non si dà per vinta e sfida Mimì in un duello tra campionesse della pallavolo. |                   |                  |
| 47  | Le sorelle Agisawa / Tre per uno 「寺堂院の三姉妹」 - tera dō in no sanshimai | 25 ottobre 1970   | 15 dicembre 1983 |
| 47  | Tre atlete del liceo Jidoin, le "sorelle K", sfidano Mimì, Midori e Marion in una partita 3 contro 3, sconfiggendole per 15 a 0. Mimì e le altre ragazze piombano nello sconforto. Intanto Hongo affianca la signorina Sandra alla guida della squadra. |                   |                  |
| 48  | L'asso nella manica / Non è detta l'ultima 「青春にダッシュ」 - seishun ni dasshu | 1º novembre 1970  | 16 dicembre 1983 |
| 48  | Gli allenamenti del signor Hongo sono molto duri, ma Mimì appare deconcentrata e scoraggiata più delle altre ragazze. Hongo le predispone un allenamento a parte per farle migliorare il suo scatto. |                   |                  |
| 49  | L'attacco a sorpresa / Il segreto del doppio attacco 「ダブルアタックの秘密」 - daburuatakku no himitsu | 8 novembre 1970   | 19 dicembre 1983 |
| 49  | I particolari allenamenti di Mimì, ma anche di Marion e Midori, servono a mettere a punto una nuova tecnica offensiva, il "doppio attacco". La signorina Sandra capisce che i problemi di Mimì non sono legati soltanto alla pallavolo. |                   |                  |
| 50  | Schiaffi d'amore / Schiaffo per amore 「愛情の平手打ち」 - aijō no hirate uchi | 15 novembre 1970  | 20 dicembre 1983 |
| 50  | Mimì è presa dallo sconforto per Sutomo, coinvolto in una brutta disavventura. Ma ben presto capirà che non può tradire la promessa fatta al ragazzo: non arrendersi mai dare tutta sé stessa nella pallavolo. |                   |                  |
| 51  | Urrà!! Vittoria / Il giuramento sul Monte Fuji 「富士に誓う」 - fuji ni chikau | 22 novembre 1970  | 21 dicembre 1983 |
| 51  | Nella semifinale con il liceo Misawa, dopo un inizio equilibrato, il Fujimi vince grazie a una serie di doppi attacchi, che spiazzano le avversarie. Hongo nota che l'allenatore dell'altra finalista, il Tenryu, prende appunti per preparare le contromosse. Sutomo e Mimì si scambiano delle promesse: Sutomo assisterà alla partita finale, Mimì promette di impegnarsi al massimo per vincere. Insieme programmano un'escursione sul monte Fuji dopo la finale. |                   |                  |
| 52  | La partita fatale 「非情の試合再会」 - hijō no shiai saikai | 29 novembre 1970  | 22 dicembre 1983 |
| 52  | Si gioca la finale del torneo regionale tra le squadre dei licei Fujimi e Tenryu. Mimì è preoccupata perché sugli spalti non vede Sutomo: il ragazzo sta tornando dai monti con il suo furgoncino del lavoro. La partita è equilibrata, la vittoria si deciderà con il minimo scarto di punteggio. Sutomo, nella fretta di arrivare prima della fine della partita per mantenere la promessa fatta a Mimì, sbaglia una curva e precipita in un burrone. Mimì riceve la notizia dell'incidente: la ragazza, però, vuole tener fede alla promessa fatta a Sutomo e prima di correre in ospedale darà tutta sé stessa per vincere. |                   |                  |
| 53  | La morte di Sutomu / La morte di Sutomo 「努の死」 - tsutomu no shi | 6 dicembre 1970   | 23 dicembre 1983 |
| 53  | Mimì vince la finale col Tenryu e si precipita in ospedale, ma non fa in tempo a dare l'ultimo saluto a Sutomo. Travolta dal dolore, pensa di lasciare la pallavolo. La madre del ragazzo le regala i diari del figlio: Mimì legge che Sutomo avrebbe dichiarato il suo amore per lei solo quando sarebbe diventata l'attaccante numero uno al mondo, e così ha un motivo in più per tornare a giocare a pallavolo. |                   |                  |
| 54  | Il mistero della palla / Il mistero del punto cieco 「よみがえらぬ奇跡」 - yomigaeranu kiseki | 13 dicembre 1970  | 27 dicembre 1983 |
| 54  | Anche se affranta per la morte del suo fidanzato, Mimì riprende ad allenarsi. Il Fujimi prova a ripetere il colpo speciale che, sfruttando un "punto cieco" invisibile all'occhio umano, fa scomparire per un attimo la vista della palla, e che ha permesso alla squadra di Mimì di battere il Tenryu nell'ultimo torneo regionale. |                   |                  |
| 55  | Inizia il torneo / Campionato di fuoco 「燃えろインターハイ」 - moe ro intahai | 20 dicembre 1970  | 28 dicembre 1983 |
| 55  | Le ragazze del Fujimi partono per Tokyo, dove disputeranno il campionato nazionale juniores. Il primo avversario è il liceo Aoba in cui gioca Veronica, loro compagna in nazionale. La partita inizia in salita: la squadra di Mimì termina in svantaggio il primo set. |                   |                  |
| 56  | Sutomu è vivo / Sutomo è vivo! 「生きていた幻」 - iki teita maboroshi | 27 dicembre 1970  | 29 dicembre 1983 |
| 56  | Il ricordo di Sutomo e il doppio attacco consentono a Mimì e alle sue compagne di vincere il secondo e il terzo set, qualificandosi in semifinale. Un giovane, che Mimì aveva incrociato casualmente scambiandolo per Sutomo, telefona a Mimì e le propone di incontrarlo. |                   |                  |
| 57  | La partita truccata / Il ricatto 「裏切りのコート」 - uragiri no koto | 3 gennaio 1971    | 30 dicembre 1983 |
| 57  | Mimì si presenta all'appuntamento, dove però l'accoglie Yoko, capitano del Kotoku che ha sconfitto a sorpresa il Kanagawa di Sonia. La ragazza ricatta Mimì mostrandole una foto del signor Hongo in compagnia di una donna: la foto finirà sui giornali se il Fujimi vincerà la partita. Mimì sembra molto provata e la partita contro il Kotoku non comincia nel migliore dei modi: le avversarie, infatti, vincono il primo set. |                   |                  |
| 58  | L'invincibile attacco / Attacco invisibile 「決定打消えるアタック」 - ketteida kie ru atakku | 10 gennaio 1971   | 2 gennaio 1984   |
| 58  | Mimì, Midori e Marion, tutt'e tre ricattate, non se la sentono di perdere per salvare la reputazione del loro allenatore, così iniziano a giocare con impegno e vincono in rimonta il secondo set. Il terzo set è combattuto, ma il Fujimi lo conquista con la "schiacciata invisibile" di Mimì e si qualifica in finale. Al termine dell'incontro si apprende che il ricatto era solo una messinscena. Yoko minaccia Mimì con un coltello, ma Sergio, il ragazzo della telefonata, la salva e le lascia un biglietto in cui sono riportate informazioni utili su una tattica segreta delle sorelle K, giocatrici del liceo Jidoin e favorite nell'altra semifinale. |                   |                  |
| 59  | La forza del fulmine / L'arma segreta 「不気味な稲妻攻撃」 - bukimi na inaduma kōgeki | 17 gennaio 1971   | 3 gennaio 1984   |
| 59  | Dopo un avvio stentato, il liceo Jidoin delle sorelle K si sbarazza del Tonan anche grazie al particolare attacco "3x1" e vola in finale, dove affronterà il Fujimi. Mimì è preoccupata per la tattica segreta delle avversarie, l'attacco fulminante. Grazie all'aiuto di Sergio e a un libro di appunti di Sutomo capisce che una serie di schiacciate dirette è il modo migliore per affrontare le temibili sorelle. Marion assiste casualmente a una partita di tennis dove un giocatore fa ricorso a un colpo con l'effetto, ispirandole l'idea di un "doppio attacco effettato". |                   |                  |
| 60  | Una partita indimenticabile / Un allenatore molto speciale 「車椅子の監督」 - kurumaisu no kantoku | 24 gennaio 1971   | 4 gennaio 1984   |
| 60  | Nelle poche ore che le separano dalla finale, Mimì e le compagne si allenano duramente. Mimì riesce finalmente a schiacciare la palla con l'effetto. Ne fa le spese Nicoletta, che s'infortuna e dovrà saltare la finale. Casualmente, Mimì osserva un allenamento delle sorelle K sotto la guida della loro madre, una donna molto malata che ha trasmesso loro la passione per la pallavolo e una grande determinazione. Inizia la partita: Katia, la minore delle sorelle K, sembra molto provata per le condizioni di salute della madre. |                   |                  |
| 61  | La finale del torneo / La finale 「決勝・インターハイ」 - kesshō . intahai | 31 gennaio 1971   | 5 gennaio 1984   |
| 61  | Il Jidoin e il Fujimi mettono in campo le loro armi segrete: l'attacco fulminante da un lato, il doppio attacco effettato dall'altro. La gara è combattuta fino all'ultimo punto, ma la vince il Jidoin delle sorelle K per due set a zero. Malgrado la sconfitta, è unanime l'apprezzamento per il talento di Mimì. |                   |                  |
| 62  | Il gioco dell'amicizia / L'amichevole - Prologo 「親善試合・その前夜」 - shinzenjiai . sono zenya | 7 febbraio 1971   | 6 gennaio 1984   |
| 62  | Le migliori giocatrici del torneo vengono convocate per un'amichevole contro la nazionale coreana, ma agli allenamenti si nota uno scarso amalgama tra le ragazze. Mimì sembra non poter giocare per un infortunio, ma il medico la rimette in sesto. Le sorelle K non possono prendere parte alla partita a causa della morte della loro madre e allenatrice. |                   |                  |
| 63  | La sostituzione / Sostituzione a sorpresa 「誤解のメンバーチェンジ」 - gokai no menbachienji | 14 febbraio 1971  | 7 gennaio 1984   |
| 63  | I potenti colpi delle coreane costringono Mimì a essere sostituita per infortunio, ma la selezione giapponese vince il primo set. Le coreane si portano in vantaggio nel secondo set, ma Veronica impara la lezione di Mimì e inizia a giocare per la squadra. |                   |                  |
| 64  | Splendide avversarie / Il momento della verità 「燃えるライバル」 - moe ru raibaru | 21 febbraio 1971  | 8 gennaio 1984   |
| 64  | L'attacco a siluro consente alle coreane di aggiudicarsi il secondo set. Nel terzo, Hongo sostituisce Marcella, più interessata al futuro torneo primaverile che alla partita, con Misao, che invece sembra aver deciso di giocare al massimo. Mimì rientra alla fine del terzo set per respingere l'attacco a siluro, ma nel farlo s'infortuna di nuovo. La prova di coraggio di Mimì infonde coraggio alle sue compagne, che vincono la partita con il punto finale di Misao. |                   |                  |
| 65  | Una persona ostile / Un profondo rancore 「敵意を燃やす者」 - tekii wo moya su mono | 28 febbraio 1971  | 9 gennaio 1984   |
| 65  | Ricomincia la scuola. Tra le nuove compagne di Mimì c'è Giorgia Makimura, un'ottima studentessa che sembra molto ostile con Mimì e la squadra di pallavolo del liceo. |                   |                  |
| 66  | L'orgoglio di Kyoko / Il segreto di Giorgia 「真木村京子の正体」 - maki mura kyōko no shōtai | 7 marzo 1971      | 10 gennaio 1984  |
| 66  | Mimì capisce il motivo del comportamento di Giorgia: pur essendo una brava atleta deve concentrarsi sullo studio per volere di sua madre. A sorpresa, la ragazza decide di iscriversi alla squadra di pallavolo. |                   |                  |
| 67  | Il capitano dal cuore / Mimì diventa capitano 「鬼キャプテンこずえ」 - oni kyaputen kozue | 14 marzo 1971     | 11 gennaio 1984  |
| 67  | Giorgia non è impaurita dai duri allenamenti e intende dimostrare a Mimì di poter competere con lei nello sport. Marion lascia la squadra di pallavolo per concentrarsi sullo studio e nomina Mimì nuovo capitano. Giorgia architetta uno stratagemma per rovinare la reputazione di Mimì. Marion spiega a Giorgia e alle ragazze che i duri allenamenti a cui l'ha sottoposta Mimì servivano per aiutare la nuova arrivata a diventare titolare della squadra. |                   |                  |
| 68  | La madre, il fratello e la sorella / Problemi di famiglia 「新トリオ誕生」 - shin torio tanjō | 21 marzo 1971     | 12 gennaio 1984  |
| 68  | La madre di Giorgia non vuole che la figlia giochi a pallavolo. La ragazza, comunque, contribuisce a far vincere al Fujimi due partite delle eliminatorie del nuovo campionato. Mimì è turbata da un uomo misterioso che le scatta delle foto. |                   |                  |
| 69  | Il rapimento / Nubi scure all'orizzonte 「迫りくる黒い影」 - semari kuru kuroi kage | 28 marzo 1971     | 13 gennaio 1984  |
| 69  | Il misterioso fotografo rapisce Mimì. Alcuni medici la costringono a misurare dei valori fisici. Quando la rilasciano, Mimì s'imbatte nelle giocatrici del liceo Shirakawa e, sospettando il loro coinvolgimento, le accusa e si azzuffa con una di loro. Il Fujimi rischia una squalifica dal torneo. |                   |                  |
| 70  | La squalifica / Mimì squalificata 「こずえ出場停止」 - kozue shutsujōteishi | 4 aprile 1971     | 14 gennaio 1984  |
| 70  | Il comitato organizzatore del torneo si riunisce per valutare una squalifica di Mimì, ma sceglie di redarguirla soltanto. Il signor Hongo, però, propone al comitato di squalificarla per la gara successiva contro il Kanagawa di Sonia: l'unico modo per riparare allo svantaggio del liceo Shirakawa, che dovrà rinunciare a una sua giocatrice, è quello di lasciare Mimì fuori squadra. |                   |                  |
| 71  | La sostituta di Mimì / La sostituta di Marion 「身がわりセッター」 - mi gawari setta | 11 aprile 1971    | 15 gennaio 1984  |
| 71  | Giorgia sembra l'anello debole della sua squadra e il Kanagawa si aggiudica il primo set, ma le compagne le infondono fiducia in sé stessa e così il Fujimi rimonta e vince la partita. Intanto Mimì scopre che il suo rapimento è stato architettato dalla squadra del liceo Tonan, che per preparare le sue gare fa un massiccio ricorso al computer. |                   |                  |
| 72  | L'attacco a triangolo / L'attaccante di Okinawa 「沖縄から来たアタッカー」 - okinawa kara kita atakka | 18 aprile 1971    | 16 gennaio 1984  |
| 72  | Il Fujimi sfida il Mabuni della temibile schiacciatrice Elisa, il cui attacco a triangolo, nella prima parte della gara, mette in apprensione Mimì e le sue compagne. Ma la tecnica d'attacco di Elisa è molto dispendiosa, così il Mabuni deve arrendersi alla rimonta del Fujimi. |                   |                  |
| 73  | Operazione fantasma 「不敵な幽霊作戦」 - futeki na yūrei sakusen | 25 aprile 1971    | 17 gennaio 1984  |
| 73  | Mimì apprende che la sconfitta a sorpresa del liceo Aoba deriva da uno spiccato individualismo delle sue giocatrici. Così, nella sfida contro il Fukuoka di Caterina, si mette al servizio della squadra lasciando tutti gli attacchi alle sue compagne di squadra. |                   |                  |
| 74  | Il misterioso n.4 / Una strana riserva 「謎のゼッケン四番」 - nazo no zekken shi ban | 2 maggio 1971     | 18 gennaio 1984  |
| 74  | La semifinale del torneo è Fujimi-Jidoin, una riedizione della finale del campionato precedente. Kaori, la maggiore delle sorelle K, è ora l'allenatrice della squadra. Mimì ha un piano per contrastare il 3x1, ma Marion la mette in guardia: le avversarie potrebbero variare il loro gioco. Il primo set è vinto agevolmente dal Fujimi. |                   |                  |
| 75  | Lo schermo umano / Effetto diversivo 「うずまく人間煙幕」 - uzumaku ningen enmaku | 9 maggio 1971     | 19 gennaio 1984  |
| 75  | Il secondo set è tutta un'altra storia: l'ingresso di una nuova giocatrice consente al Jidoin di trasformare il colpo 3x1 in un innovativo 4x1 e di vincere il gioco con facilità. Nel terzo set il Jidoin si porta in vantaggio, ma Marion intuisce il modo per rispondere al 4x1 e Hongo suggerisce la strategia. La partita si gioca punto su punto. |                   |                  |
| 76  | Barella in campo / Mimì nei guai 「担架へ送る手拍子」 - tanka he okuru tebyōshi | 16 maggio 1971    | 20 gennaio 1984  |
| 76  | Il Fujimi completa la rimonta e vince per 15 a 13. Mimì si sente in colpa per aver vinto attaccando su Katia, che era molto stanca e che alla fine della partita ha accusato un malore. Kaori, l'allenatrice del Jidoin, non serba alcun rancore e anzi svela a Mimì i metodi di allenamento del Tonan. |                   |                  |
| 77  | Sfida al computer / Esseri umani e macchine a confronto 「機械バレーとの対決」 - kikai bare tono taiketsu | 23 maggio 1971    | 21 gennaio 1984  |
| 77  | Inizia la finale. Il Fujimi è in difficoltà: Mimì è ancora scossa dalla vicenda di Katia e non riesce a giocare al suo livello, e per di più il Tonan ha studiato al computer ogni singolo movimento delle avversarie. Il primo set è vinto dal Tonan con un perentorio 15 a 0. |                   |                  |
| 78  | L'incredibile vittoria / Una gloriosa vittoria 「すばらしい勝利」 - subarashii shōri | 30 maggio 1971    | 22 gennaio 1984  |
| 78  | Il Tonan risponde a ogni singola mossa del Fujimi, pertanto l'unica soluzione per mettere in crisi le avversarie è giocare in maniera disordinata. Il signor Hongo lascia Mimì in panchina e ordina alle ragazze di improvvisare. Ma è soltanto dopo un messaggio di Katia che Mimì ritrova la sua grinta e guida la squadra alla vittoria. |                   |                  |
| 79  | Tutte in vacanza / Una strana sfida 「皮ジャンパーのマヤ」 - kawa janpa no maya | 6 giugno 1971     | 23 gennaio 1984  |
| 79  | Dopo il successo, la squadra del Fujimi si gode un meritato relax in montagna. Durante la vacanza, le ragazze s'imbattono in un gruppo di motociclisti che si fa chiamare "i magnifici sei". I rapporti tra i due sestetti non sembrano idilliaci. |                   |                  |
| 80  | La banda dei magnifici sei / Una decisione sofferta 「苦い決意」 - nigai ketsui | 13 giugno 1971    | 24 gennaio 1984  |
| 80  | I "magnifici sei", guidati da Maya, lanciano un guanto di sfida alle ragazze. Una volta compreso che per Maya le sfide sono una ragione di vita, Mimì accetta di battersi a pallavolo. |                   |                  |
| 81  | Uno scontro leale / La sfida 「ワンセット１本勝負」 - wansetto 1 hon shōbu | 20 giugno 1971    | 25 gennaio 1984  |
| 81  | Il Fujimi vince la sfida di misura, ma Mimì si ferisce a una gamba sbattendo su una moto. |                   |                  |
| 82  | Lotta contro il tempo / Corsa contro il tempo 「とばせマイティシックス」 - tobase maiteishikkusu | 27 giugno 1971    | 26 gennaio 1984  |
| 82  | Durante un'escursione in montagna le ragazze del Fujimi vengono sorprese da un temporale. Inoltre, le condizioni di salute di Mimì sembrano più serie del previsto. Trovano un riparo nello studio di un medico, ma la diagnosi è severa: Mimì ha il tetano. Occorre trovare al più presto l'antidoto, altrimenti il medico sarà costretto ad amputarle la gamba. Intervengono i "magnifici sei", che si recano a Osaka a tutta velocità e ritornano con l'antidoto. |                   |                  |
| 83  | Un incontro imprevisto / Il ragazzo della montagna 「口笛のあいつ」 - kuchibue noaitsu | 4 luglio 1971     | 27 gennaio 1984  |
| 83  | Mimì si gode un po' di meritato riposo e conosce un ragazzo del quale si innamora. |                   |                  |
| 84  | La lettera / Rivali 「その人はライバル」 - sono nin ha raibaru | 11 luglio 1971    | 28 gennaio 1984  |
| 84  | Le ragazze si preparano per un'amichevole con il liceo Aoba. Riccardo, il ragazzo di cui si è invaghita Mimì, le comunica che non trova opportuna una frequentazione perché distrarrebbe entrambi dai reciproci impegni. Giunti al campo per la partita, Mimì scopre che Riccardo è il vice-allenatore dell'Aoba. |                   |                  |
| 85  | Una schiacciata micidiale / La schiacciata di Misao 「魔の大ボールスパイク」 - ma no dai borusupaiku | 18 luglio 1971    | 29 gennaio 1984  |
| 85  | Misao sfodera un nuovo colpo, la schiacciata ingrandita, che mette fuori gioco Midori, Annabella e Giorgia. Per non perdere ulteriori giocatrici, il Fujimi abbandona la partita. |                   |                  |
| 86  | Una scoperta importante / La promessa di Mimì 「ひねり回転レシーブ」 - hineri kaiten reshibu | 25 luglio 1971    | 30 gennaio 1984  |
| 86  | Come rispondere alla schiacciata ingrandita di Misao? Dopo duri allenamenti e l'aiuto di un calciatore del liceo, Midori trova la soluzione. |                   |                  |
| 87  | La palla imprendibile / Colpo a sorpresa 「幻のスパイク」 - maboroshi no supaiku | 1º agosto 1971    | 30 gennaio 1984  |
| 87  | Riccardo dice a Mimì che per sconfiggere l'Aoba non sarà sufficiente respingere la schiacciata ingrandita, ma dovrà essere brava nell'attacco. Mimì è ossessionata dalla ricerca di un nuovo colpo offensivo. Intanto il Fujimi si qualifica agevolmente per il nuovo campionato nazionale. |                   |                  |
| 88  | Torneo interscolastico / Il torneo comincia 「試練のインターハイ」 - shiren no intahai | 8 agosto 1971     | 31 gennaio 1984  |
| 88  | Inizia il campionato nazionale. Il Fujimi si sbarazza di due avversari e vola in semifinale. Intanto Mimì continua a cercare un nuovo colpo in attacco. |                   |                  |
| 89  | Una finale sospirata / Effetto a palloncino 「逃げる風船アタック」 - nige ru fūsen atakku | 15 agosto 1971    | 1º febbraio 1984 |
| 89  | Durante la semifinale Mimì prova a imprimere un particolare effetto alla palla, ma non ci riesce fin quando, al punto decisivo, il colpo va a segno involontariamente. Con l'aiuto di Katia, la minore delle sorelle K, Mimì capisce come colpire la palla per ripetere il colpo a effetto. |                   |                  |
| 90  | Punteggio incandescente / Una situazione disperata 「決勝! 13対7」 - kesshō ! 13 tsui 7 | 22 agosto 1971    | 2 febbraio 1984  |
| 90  | Oltre ad assegnare il titolo di campione nazionale, la finale tra Fujimi e Aoba stabilirà anche chi tra Mimì e Misao farà parte della nazionale maggiore in vista dei prossimi mondiali, ma soltanto Misao ne è a conoscenza. La schiacciata ingrandita mette fuori gioco Carola e Annabella. L'Aoba si aggiudica il primo set ed è in netto vantaggio nel secondo. All'incontro assiste anche il signor Nacchi... |                   |                  |
| 91  | Prova d'orgoglio / In volo verso la vittoria 「勝ちとった全日本」 - kachi totta zennihon | 29 agosto 1971    | 3 febbraio 1984  |
| 91  | Il Fujimi compie una grande rimonta e vince il secondo set. Il terzo set si gioca punto su punto, ma il Fujimi appare più stanco delle avversarie. L'unica soluzione è mettere in atto il colpo a palloncino già riuscito in semifinale. Il nuovo attacco mette in crisi l'Aoba: il Fujimi vince il titolo nazionale e Mimì entra a far parte della nazionale maggiore. |                   |                  |
| 92  | Ritiro per i mondiali / Un mondo nuovo 「燃える北海道合宿」 - moe ru hokkaidō gasshuku | 5 settembre 1971  | 4 febbraio 1984  |
| 92  | Mimì si unisce alle compagne di nazionale nel ritiro di Hokkaido, nel nord del Giappone. L'obiettivo della federazione nipponica è la vittoria dei mondiali in Bulgaria del 1970, nonché delle successive olimpiadi di Monaco di Baviera. Una delle componenti del gruppo, Giulia, vuole sabotare Mimì per far posto alla sua compagna di squadra Lisa. |                   |                  |
| 93  | Una nemica in squadra / Per il bene della squadra 「涙のゼッケン12番」 - namida no zekken 12 ban | 12 settembre 1971 | 5 febbraio 1984  |
| 93  | Mimì pecca di insicurezza e in allenamento commette errori banali. Il mister Nacchi rimprovera le ragazze, ritenute troppo individualiste, e le sottopone a dei durissimi allenamenti. |                   |                  |
| 94  | Complesso di inferiorità / In piedi, Ayuhara 「どうした鮎原!」 - dōshita ayu hara ! | 19 settembre 1971 | 6 febbraio 1984  |
| 94  | Mimì non crede di poter giocare da titolare nella squadra nazionale ed è giù di morale. Riccardo la sprona a dare il meglio di sé come giocatrice e Mimì gli promette che s'impegnerà. |                   |                  |
| 95  | Mossa segreta / Il tornado 「竜巻落とし誕生」 - tatsumaki oto shi tanjō | 26 settembre 1971 | 7 febbraio 1984  |
| 95  | Il colpo a palloncino è troppo prevedibile, quindi Mimì s'impegna per variarlo. I primi tentativi non sortiscono l'effetto sperato, ma con l'aiuto di Kaori e dei duri allenamenti Mimì elabora il tornado, un colpo così effettato che sembra non poter essere ricevuto da nessuna giocatrice. |                   |                  |
| 96  | Fine di una sfida / L'apertura dei campionati mondiali 「開幕! 世界選手権」 - kaimaku ! sekaisenshuken | 3 ottobre 1971    | 8 febbraio 1984  |
| 96  | La nazionale giapponese si trasferisce in Bulgaria per gli imminenti mondiali. Il rapporto tra Giulia e Mimì inizia pian piano a migliorare. |                   |                  |
| 97  | I campionati mondiali / L'ultima possibilità 「全日本絶体絶命」 - zennihon zettaizetsumei | 10 ottobre 1971   | 9 febbraio 1984  |
| 97  | Nella prima partita dei mondiali il Giappone pecca di individualismo, soprattutto per colpa di Giulia. Quando la ragazza si rende conto che il suo atteggiamento sta conducendo a un'inattesa eliminazione, le giapponesi iniziano a rimontare sull'Italia. |                   |                  |
| 98  | Finalmente in squadra / Il debutto 「決勝リーグ第一戦」 - kesshō rigu daiissen | 17 ottobre 1971   | 10 febbraio 1984 |
| 98  | Dopo essere rimasta in panchina contro l'Italia, Mimì esordisce ai mondiali nella sfida con la Germania. La più giovane giocatrice del torneo è un po' impacciata per l'emozione e viene sostituita. Le giapponesi vincono per 3-0, mentre la Russia senza Selenina sconfigge gli Stati Uniti. |                   |                  |
| 99  | Rivelazione di una fuoriclasse / È nata una stella 「魔女誕生」 - majo tanjō | 24 ottobre 1971   | 11 febbraio 1984 |
| 99  | Terza partita del girone finale, Giappone-Romania. Mimì esibisce il tornado e consente al Giappone di vincere 3-0. È nata una nuova stella della pallavolo. Nacchi apprende da un giornalista che la Selenina verrà usata dalle sovietiche come un'arma segreta nell'ultima partita. Nella partita successiva il Giappone affronta la Cecoslovacchia della talentuosissima Cesika. |                   |                  |
| 100 | Grave dilemma / Il tornado in pericolo 「竜巻落としの危機」 - tatsumaki oto shino kiki | 31 ottobre 1971   | 12 febbraio 1984 |
| 100 | Mimì è intimorita dalla bravura di Cesika e soprattutto dal timore che la Selenina possa rispondere al tornado. La Cecoslovacchia vince i primi due set anche per i numerosi errori di Mimì, che viene sostituita. Kaori intuisce che Nacchi abbia ordinato a Mimì di provare ripetutamente il tornado come punto di partenza per sviluppare un nuovo colpo da impiegare contro le sovietiche. Mimì acquista sicurezza e grazie al tornado trascina il Giappone al tie-break. Cesika capisce che una schiacciata diretta è la soluzione migliore per rispondere al tornado, ma è troppo tardi: il Giappone vince il match per 15 a 13. |                   |                  |
| 101 | La finale maschile / La squadra maschile alle corde 「くずれゆく日本チーム」 - kuzureyuku nippon chimu | 7 novembre 1971   | 13 febbraio 1984 |
| 101 | Mimì si allena per perfezionare il tornado con l'aiuto di Manumba della nazionale kenyota. Nella finale del campionato maschile, l'attacco rapido del Giappone di Riccardo viene ripetutamente ribattuto dalla forte Unione Sovietica che vince il primo set. |                   |                  |
| 102 | Suggerimento importante / L'attacco nascosto 「新魔球の手がかり」 - shinmakyū no tegakari | 14 novembre 1971  | 14 febbraio 1984 |
| 102 | Riccardo prova un attacco nascosto che non impedisce ai sovietici di aggiudicarsi i mondiali, ma ispira Mimì a provare una variante del suo tornado. |                   |                  |
| 103 | La finale femminile / Selenina alla riscossa 「宿敵ソ連との対決」 - shukuteki so ren tono taiketsu | 21 novembre 1971  | 15 febbraio 1984 |
| 103 | È il giorno della partita decisiva con l'Unione Sovietica. Nel primo set Selenina resta in panchina e il Giappone vince anche grazie ai tornado di Mimì. Nel secondo set subentra Selenina che subito risponde al tornado con una schiacciata diretta che va a segno. Oltre alla ricezione, la giocatrice sovietica è impeccabile anche in attacco, esibendo una schiacciata acrobatica contro la quale le giapponesi non riescono a opporsi. L'Unione Sovietica conquista così il secondo e il terzo set portandosi sul 2-1. |                   |                  |
| 104 | La grande vittoria / La miglior giocatrice del mondo 「栄光のアタックNo.1」 - eikō no atakku no.1 | 28 novembre 1971  | 16 febbraio 1984 |
| 104 | Nel quarto set il Giappone capisce come rispondere alla schiacciata acrobatica di Selenina. Mimì prova più volte l'attacco nascosto, ma non le riesce. Selenina intuisce che Mimì potrebbe esibire un colpo speciale e prova a metterla fuori gioco schiacciando in continuazione su di lei. Mimì esce per stanchezza ma le sue compagne vincono il quarto set. Mentre riposa, a Mimì appare in sogno Sutomo che le ricorda una vecchia promessa: deve diventare la miglior giocatrice del mondo. Nel quinto set Mimì rientra in campo senza esibire colpi speciali. La partita si gioca punto su punto. Sul 15 a 14 per il Giappone Mimì prova ancora una volta l'attacco nascosto, che stavolta va a segno e consente al Giappone di conquistare il titolo mondiale. Mimì vince il premio di miglior giocatrice della competizione ed è già proiettata ai successivi giochi olimpici. |                   |                  |